# اروین اونگندا
اروین اونگندا (فرانسوی: Hervin Ongenda‎؛ زادهٔ ۲۴ ژوئن ۱۹۹۵) یک بازیکن فوتبال اهل فرانسه است که در پست مهاجم برای پاری سن ژرمن در لوشامپیونه بازی می‌کند.

## باشگاهی
از باشگاه‌هایی که در آن بازی کرده‌است می‌توان به باستیا اشاره کرد.